# Josef Kalchegger von Kalchberg
Josef Kalchegger von Kalchberg (ur. 27 marca 1801 w Grazu, zm. 27 kwietnia 1882 tamże) – baron, austriacki prawnik i polityk, namiestnik Śląska i Galicji, minister handlu.

## Życie
Studiował filozofię i prawo na Uniwersytecie w Grazu (1817–1821), a następnie prawo na Uniwersytecie Wiedeńskim (1824–1826), gdzie w 1826 uzyskał doktorat. W końcowym okresie studiów pracował jako nauczyciel i wychowawca w instytucie dla młodzieży arystokratycznej w Plankenbergu (1821–1824), a następnie jako prywatny guwerner w Wiedniu (1824–1826). Po studiach był zatrudniony jako asystent (1826–1827), a następnie adiunkt (1827–1828) katedry nauk politycznych na uniwersytecie w Wiedniu. W latach 1828–1835 był prefektem zakonu kawalerów rodziny Mannagetta w Wiedniu. Następnie był profesorem nauk politycznych w Akademii Terezjańskiej (1835–1839) oraz opiekunem arcyksiążąt Albrechta (1817–1895) i Karola Ferdynanda (1818–1874). W latach 1839–1849 zarządca dóbr ich ojca arcyksięcia Karola (1771–1847) na Śląsku Austriackim i Morawach oraz Galicji Zachodniej. Podczas Wiosny Ludów był posłem z Cieszyna i reprezentował Śląsk Austriacki we frankfurckim Zgromadzeniu Narodowym (31 maja 1848 – 22 sierpnia 1848).
Następnie był urzędnikiem w administracji austriackiej. Od początku 1849 był radcą ministerialnym w Ministerstwie Spraw Wewnętrznych, od lipca tego roku komisarzem, a od grudnia namiestnikiem Śląska Austriackiego (1849–1853), a potem zastępcą (1853–1859) i namiestnikiem (1859–1860) Królestwa Galicji i Lodomerii. W 1857 został baronem. Odwołany, w latach 1860–1861 był członkiem rady dyrektorów Creditanstalt-Bankverein oraz kilku spółek prywatnych i kolejowych. Potem był najpierw naczelnikiem wydziału (1861–1863), a następnie ministrem (1863–1865) w austriackim Ministerstwie Handlu w Wiedniu. Od 1864 był tajnym radcą. Był jednocześnie posłem do Sejmu Krajowego Dolnej Austrii i Sejmu Krajowego Śląska (1861–1865), w tym ostatnim pełnił funkcję marszałka (1861–1863). Był także członkiem austriackiej Rady Państwa wybieranym przez Sejm Krajowy Śląska. W 1863 był także radnym miejskim w Wiedniu. W 1865 przeszedł na emeryturę, mieszkał początkowo w Wiedniu (1865–1874), a następnie w Grazu (1875–1882). Był honorowym obywatelem miasta Lwowa i Opawy.

## Odznaczenia
- Order Żelaznej Korony 2 klasy (1857)
- Wielki Krzyż Orderu Franciszka Józefa (1865)

## Rodzina
Był synem właściciela ziemskiego Franza Rittera von Kalchberg (zm. 1824). Jego bratem był Franz Kalchegger von Kalchberg. Był bratankiem poety Johanna Rittera von Kalchberg i kuzynem Teresy Knight Wilhelm von Kalchberg.